# 2010 في لبنان
فيما يلي قوائم الأحداث التي وقعت خلال عام 2010 في لبنان.

## أحداث
- 25 يناير – الخطوط الجوية الإثيوبية الرحلة 409

## أفلام
من الأفلام التي صدرت هذه السنة في لبنان:
- 1 يناير – تيتا ألف مرة من إخراج محمود قعبور.
- 1 يناير – لبنان من إخراج صاموئيل معاذ.
- 1 يناير – هتافات - إلى أولئك الذين يبقون

## كتب
من الكتب التي صدرت هذه السنة في لبنان:
- 1 يناير – شريد المنازل من تأليف جبور الدويهي.

## وفيات

### فبراير
- 3 فبراير – أسعد دياب (مواليد 1938) سياسي لبناني.

### يونيو
- 19 يونيو – محمد علي حمادي (مواليد 1964)
- 28 يونيو – نيكولا حايك (مواليد 1928)